# All Night (canção de Beyoncé)
All Night é uma canção da cantora estadunidense Beyoncé, recordada para seu sexto álbum de estúdio Lemonade. Foi enviada as rádios Rhythmic contemporary como o quinto e último single do álbum em 6 de dezembro de 2016.

## Composição
Foi escrita e produzida por Diplo e Beyoncé, Henry Allen (King Henry), que também foi responsável pela co-produção, Timothy Thomas, Theron Thomas, Ilsey Juber, Akil King, Aman Tekleab, Jaramye Daniels. A faixa contém demonstrações de SpottieOttieDopaliscious da dupla Outkast. Liricamente, a música fala sobre perdão e reconstrução da confiança após a infidelidade, com a protagonista tentando reavivar a paixão com o amante. 

## Vídeo
Seu videoclipe faz parte de um filme de uma hora com o mesmo título que seu álbum original, originalmente exibido na HBO. Foi lançado em seu canal no YouTube em 30 de novembro de 2016. O vídeo apresenta imagens dos filmes caseiros de Beyoncé, vários casais se beijando e inclui também o dia de seu casamento com Jay-Z, além de momentos de lazer com a família e sua filha, Blue Ivy.

## Desempenho nas tabelas musicais

### Posições
| Tabela musical (2016)                                  | Melhor posição |
| ------------------------------------------------------ | -------------- |
| Austrália Urban Singles                                | 15             |
| Bélgica (Ultratip da Valônia)                          | 4              |
| Canadá (Canadian Hot 100)                              | 73             |
| Escócia (The Official Charts Company)                  | 57             |
| Estados Unidos (Billboard Hot 100)                     | 38             |
| Estados Unidos (Top R&B/Hip-Hop Songs)                 | 22             |
| França (Syndicat National de l'Édition Phonographique) | 71             |
| Hungria (Magyar Hanglemezkiadók Szövetsége)            | 30             |
| Reino Unido (UK Singles Chart)                         | 60             |
| Reino Unido (UK R&B Singles Chart)                     | 23             |
| Suécia (Sverigetopplistan)                             | 8              |

## Histórico de lançamento
| País           | Data                   | Formato                | Gravadora |
| -------------- | ---------------------- | ---------------------- | --------- |
| Itália         | 2 de Dezembro de 2016  | Contemporary hit radio | Sony      |
| Estados Unidos | 6 de Dezembro de 2016  | Rhythmic contemporary  | Columbia  |
| Reino Unido    | 16 de Dezembro de 2016 | Contemporary hit radio | RCA       |